# Ernő Nagy
Ernő Nagy, född 2 augusti 1898 i Făget, död 8 december 1977 i Budapest, var en ungersk fäktare.
Nagy blev olympisk guldmedaljör i sabel vid sommarspelen 1932 i Los Angeles.